# Vesolje
Vesólje ali vsemírje je pojem, s katerim so v prvi polovici 20. stoletja imenovali celotni prostorsko-časovni kontinuum, v katerem se živi skupaj s snovjo in energijo, vključno s planeti, zvezdami, galaksijami. Tudi bivajoča bitja so snovna. V tem smislu v največjem merilu poskuša razumeti Vesolje kozmologija – znanost, ki se je razvila iz astronomije in fizike. V drugi polovici 20. stoletja je razvoj opazovalne kozmologije, imenovane tudi fizikalna kozmologija, razdelil pomen besede Vesolje med opazovalnimi in teoretičnimi kozmologi. V opazovalni kozmologiji po navadi opuščajo upanje opazovanja celotnega prostorsko-časovnega kontinuuma, teoretični kozmologi pa niso izgubili upanja najti najbolj razumljivih razmišljanj za modeliranje celotnega prostora-časa, navkljub velikim težavam pri predstavljanju kakršnekoli izkustvene zvezanosti s takšnimi razmišljanji in tveganosti preiti v metafiziko. Čeprav prostorska velikost celotnega vesolja ni znana, je možno meriti opazljivo vesolje.
Najzgodnejše znanstvene modele vesolja so razvili stari Grki in indijski filozofi. Prvi modeli so bili večinoma geocentrični, kjer je bila Zemlja središče Vesolja. Sčasoma so točnejša astronomska opazovanja vodila Nikolaja Kopernika, da je razvil heliocentrični model s Soncem v središču Osončja. Pri razvoju splošnega gravitacijskega zakona je Isaac Newton gradil na Kopernikovem delu, kakor tudi na opazovanjih Tycha de Braheja in zakonih gibanja planetov Johannesa Keplerja.
Nadaljnje opazovalne izboljšave so vodile do spoznanja, da je Sonce eno od sto milijard zvezd v krajevni galaksiji z imenom Rimska cesta, ki je ena od vsaj stotih milijard galaksij v Vesolju. Mnogo zvezd v krajevni galaksiji ima svoje planete. V največjem merilu so galaksije porazdeljene enakomerno in enake v vseh smereh, kar pomeni, da Vesolje nima robu ali središča. V manjših merilih so galaksije porazdeljene v skupinah, jatah in nadjatah, ki oblikujejo ogromna vlakna in praznine v prostoru, ter tvorijo ogromno penasto strukturo. Odkritja v zgodnjem 20. stoletju so pokazala, da ima Vesolje začetek in, da se od tedaj prostor širi. Trenutno se še vedno širi in to vedno hitreje.
Teorija prapoka je prevladujoč kozmološki opis razvoja Vesolja. Po tej teoriji sta se prostor in čas pojavila skupaj pred 13,799±0,021 milijardami leti z določeno količino energije in snovi, ki je postala redkejša, ko se je Vesolje razširilo. Po začetni pospešeni širitvi po približno 10−32 sekunde in ločitvi štirih znanih osnovnih sil se je Vesolje postopoma ohladilo in se širilo naprej, kar je omogočilo, da so se tvorili prvi podatomski delci in preprosti atomi. Temna snov se je postopoma združila in tvorila penasto strukturo vlaken in praznin pod vplivom gravitacije. Sčasoma so nastali velikanski oblaki vodika in helija na mestih kjer je bila temna snov najgostejša, ter tvorili prve galaksije, zvezde in vse, kar je vidno sedaj. Možno je videti telesa, ki so sedaj dlje stran kot 13,799 milijard svetlobnih let, ker se je sam prostor razširil, in se še vedno širi. To pomeni, da se lahko telesa, ki so sedaj oddaljena 46 milijard svetobnih let, vidijo v svoji oddaljeni preteklosti, saj so bila v tej preteklosti, ko so oddala svetlobo, veliko bližje Zemlji.
Iz raziskovanja gibanja galaksij se ve, da Vesolje vsebuje več snovi kot jo je moč zaznati na običajne načine. Ta nevidna snov se imenuje temna snov (temna pomeni, da obstaja širok razpon močnega posrednega dokaza, da ta temna snov obstaja, vendar jo še niso neposredno opazovali). Model Lambda-CDM je najbolj razširjen model Vesolja. Po njem je približno 69,2 % ± 1,2 % [2015] mase in energije v Vesolju skalarno polje znano kot temna energija, ki je odgovorna za trenutno širjenje prostora, ter približno 25,8 % [2015] temne snovi. Običajne (»barionske«) snovi je tako le 4,9 % [2015] fizičnega Vesolja. Zvezde, planeti in oblaki vidnega plina tvorijo le približno 6 % običajne snovi ali približno 0,3 % celotnega Vesolja.
Obstaja več konkurenčnih domnev o končni usodi Vesolja in o tem kaj je bilo, če je bilo, pred prapokom. Več fizikov in filozofov odklanja takšne špekulacije in dvomi o tem, da bodo podatki o teh stanjih sploh kdaj dostopni. Nekateri fiziki so predlagali več različnih domnev mnogovesolij, v katerih je krajevno Vesolje eno od mnogih (tudi neskončno mnogo) vesolij, ki prav tako obstajajo.

## Definicija
Fizično Vesolje je definirano kot ves prostor in čas (s skupnim imenom prostor-čas) in njuno vsebino. Ta vsebina se sestoji iz vse energije v različnih oblikah, vključno z elektromagnetnim valovanjem in snovjo, ter tako planeti, naravnimi sateliti, zvezdami, galaksijami in vsebino medgalaktičnega prostora. V Vesolju obstajajo tudi fizikalni zakoni, ki vplivajo na energijo in snov, kot so na primer: ohranitveni zakoni, zakoni klasične mehanike in teorij relativnosti.
Vesolje je velikokrat definirano kot »celotnost obstoja« ali vse kar obstaja, vse kar je obstajalo in vse kar bo obstajalo. Dejansko nekateri filozofi in znanstveniki pri definiciji Vesolja podpirajo vključitev zamisli in abstraktnih konceptov – kot sta na primer matematika in logika. Beseda vesolje se lahko nanaša tudi na koncepte, kot so: kozmos, svet in narava.

## Etimologija

### Slovenščina in slovanski jeziki
Beseda vesolje etimološko ni povsem pojasnjena. Gre morda za ljudskoetimološko naslonitev. V stari cerkveni slovanščini je vъsel'enaja 'naseljena zemlja', obъšte vъsel'enije 'vesolje', rusko вселенная 'vesolje' in je dobesedni kalk starogrške besede ekumena starogrško οἰκουμένη: oikouménē (ge) 'naseljena (zemlja)' in 'cel svet', kar vsebuje žensko obliko trpnega deležnika glagola οἰκέω: oikeō 'stanujem, naselim'. Slovensko *vesoljni je morda nastalo iz *vьsь vъsel'enъjь (svetъ) 'ves' in določno obliko trpnega deležnika glagola *vъseliti 'naseliti, vseliti'. Podoben izvor ima ruska besda.
Krelj in drugi protestantski pisci so rabili vʃe ulnu, rodilnik vʃiga olniga in gre mogoče za sklop iz *ves voljni 'celoten, vseobsegajoč', kar je dobesedno *'od vse (božje) volje'.

### Sopomenke
Najpogostejša definicija za vesolje se pri starogrških filozofih kaže pri pitagorejcih starogrško τὸ πᾶν, latinizirano: tò pân, dob. ''vse'', in vključuje celotno snov in prostor, starogrško τὸ ὅλον: tò hólon ('vse stvari'), kar nujno ne vsebuje tudi praznino, in celoten kozmos (starogrško τὸ κενόν, latinizirano: to kenon). Druga sopomenka je bila ὁ κόσμος (s pomenom svet, kozmos). Sopomenke se najdejo tudi pri latinskih avtorjih (totum, mundus, natura) in so se ohranile v sodobnih jezikih. Na primer nemške besede das All, Weltall in Natur za Vesolje. Podobne sopomenke se najdejo v angleščini, kot na primer vse (everything, npr. v teorija vsega (theory of everything)), kozmos (the cosmos, npr. v kozmologija (cosmology)), svet (the world, npr. v interpretacija mnogoterih svetov (many-worlds interpretation)) in narava (nature, npr. v naravno pravo (natural law) ali filozofija narave (natural philosophy)).

## Razlogi za obstoj in smisel Vesolja
Hawking je zapisal: »Človeku ne bi bilo treba reči, da je Bog zagnal vesolje tako, da teče na neki poljuben način, ki ga ne moremo razumeti. Moja teorija ne pravi ničesar o obstoju Boga – le to pravi, da se On ne more obnašati, kakor bi se mu zazdelo.« In še: »Čeprav znanost morda lahko reši vprašanje nastanka vesolja, pa ne zna odgovoriti na vprašanje: zakaj se vesolje sploh muči s svojim obstojem? Odgovora na to vprašanje ne poznam.«
Če se na grobo oceni, se lahko dobi tudi število planetov v Vesolju, podobnih Zemlji, ki znaša približno 5×1015. Verjetnost, da so življenja na njih razvita v enakih fazah, je majhna.

## Fizikalne značilnosti
Od štirih osnovnih interakcij v astronomskih dolžinskih merilih prevladuje gravitacija. Gravitacijski učinki so kumulativni; to je v nasprotju s pozitivnimi in negativnimi učinki, ki se običajno medsebojno izničijo. Zaradi tega je v astronomskih dolžinskih merilih elektromagnetna interakcija relativno nepomembna. Preostali dve interakciji, šibka in močna jedrska sila, z razdaljo zelo hitro upadata; njuni učinki so omejeni predvsem na podatomskem dolžinskem merilu.
Za Vesolje se zdi, da vsebuje veliko več snovi kot antimaterije. Ta asimetrija je verjetno povezana s kršitvijo simetrije CP. To neravnovesje med snovjo in antimaterijo je delno odgovorno za obstoj vse snovi, ki obstaja v sedanjosti. Če bi snov in antimaterija ob prapoku nastali v enaki količini, bi se med seboj popolnoma izničili in pustili za sabo le fotone. Za Vesolje se tudi zdi, da nima niti gibalne niti vrtilne količine, ki bi sledili sprejetim fizikalnim zakonom, če je Vesolje končno. Ti zakoni so Gaussov zakon in nedivergenca napetostnega psevdotenzorja.
| Sestava opazljivega vesolja              |
| ---------------------------------------- |
| Diagram prikazuje lego Zemlje v Vesolju. |

### Velikost in predeli
Velikost Vesolja je težko določiti. V skladu s splošno teorijo relativnosti, nekateri predeli prostora ne morejo nikoli priti v stik s krajevnim zaradi končne hitrosti svetlobe in stalnega širjenja prostora. Na primer, radijska sporočila poslana z Zemlje verjetno ne bodo nikoli dosegla nekaterih predelov prostora, tudi če bo Vesolje obstajalo večno.
Predpostavlja se, da oddaljeni predeli prostora obstajajo in da so del stvarnosti tako kot obstajamo tudi mi, čeprav z njimi nikoli ne bomo mogli imeti stika. Prostorski predel, ki lahko na nas vpliva in na katerega lahko vplivamo mi, je opazljivo vesolje. Opazljivo vesolje je odvisno od lege opazovalca. S premikanjem lahko opazovalec pride v stik z večjim predelom prostora-časa kot opazovalec, ki se ne premika. Kljub temu celo najbolj hiter popotnik ne more priti v stik z vsem prostorom. Značilno je, da opazljivo vesolje označuje del Vesolja, ki se ga opazuje s krajevnega vidnega mesta v krajevni galaksiji, Rimski cesti.
Prava razdalja – razdalja, ki se meri v določenem času, vključno s sedanjostjo – med Zemljo in robom opazljivega vesolja, je 46 milijard svetlobih let (14 milijard parsekov), zaradi česar je premer opazljivega vesolja približno 28×109 pc (91×109 ly). Razdalja, ki jo je svetloba prepotovala od roba opazljivega vesolja, je zelo blizu starosti Vesolja pomnoženo s hitrostjo svetlobe, 13,8×109 ly (4,2×109 pc), vendar to ne predstavlja razdalje v vsakem trenutku, ker se rob opazljivega vesolja in Zemlja, od izmerjenega trenutka medsebojno oddaljujeta. Za primerjavo, premer tipične galaksije je 30.000 svetlobnih let (9,198 parsekov), in tipična razdalja med dvema sosednjima galaksijama je 3 milijone svetlobnih let (919,8 kiloparsekov). Kot primer: Premer Rimske ceste je približno 100.000–180.000 svetlobnih let, in najbližja sestrska galaksija Rimske ceste je Andromedina galaksija, ki se nahaja približno 2,5 milijona svetlobnih let daleč.
Ker se ne da opazovati prostor onstran roba opazljivega vesolja, ni znano, ali je velikost Vesolja v celoti končno ali neskončno. Ocene skupne velikosti Vesolja, če je končno, dosegajo {\displaystyle 10^{10^{10^{122}}}} megaparsekov, podane v resoluciji No-Boundary Proposal.

### Starost in širjenje
Astronomi so izračunali starost Vesolja ob predpostavki, da model Lambda-CDM pravilno opisuje evolucijo Vesolja iz enotnega, vročega, gostega izvornega stanja v sedanje stanje in da pravilno meri kozmološke parametre, ki sestavljajo model. Običajno je v nabor opazovanj vključena anizotropija kozmičnega mikrovalovnega sevanja ozadja, razmerje svetlosti/rdečega premika za supernove tipa Ia, in obsežne jate galaksij, ki vsebujejo značilnost barionske akustične oscilacije. Na splošno druga opazovanja, kot so Hubblova konstanta, velika količina jat galaksij, šibko gravitacijsko lečenje in starost kroglastih zvezdnih kopic, zagotavljajo preverljivost modela, vendar se trenutno manj točno meri. Ob predpostavki, da je model Lambda-CDM pravilen, prinaša merjenje parametrov z uporabo različnih tehnik s številnimi preskusi najboljšo oceno starosti Vesolja iz leta 2015 13,799 ± 0,021 milijard let.
Sčasoma so se Vesolje in njegove komponente razvile; na primer, relativna populacija kvazarjev in galaksij se je spremenila. Tudi prostor sam se je razširil. Zaradi te širitve, lahko znanstveniki na Zemlji opazujejo svetlobo iz galaksij, ki se nahajajo 30 milijard svetlobnih let daleč, čeprav je svetloba potovala le 13 milijard let; prostor med njimi se je razširil. Ta širitev je v skladu z opazovanjem, da je bila svetloba iz oddaljenih galaksij v rdečem premiku; oddani fotoni so se med svojim potovanjem raztegnili na daljše valovne dolžine in nižje frekvence. Analize supernove tipa Ia kažejo, da se prostorska širitev pospešuje.
Več kot je snovi v Vesolju, močnejša je medsebojna gravitacijska privlačnost snovi. Če bi bilo Vesolje preveč gosto, bi se lahko ponovno zrušilo v gravitacijsko singularnost. Vendar, če bi Vesolje vsebovalo premalo snovi, bi se širitev prehitro pospeševala in planeti in planetarni sistem se ne bi mogli oblikovati. Od prapoka poka, se je Vesolje širilo monotono. Morda ni presenetljivo, da ima krajevno Vesolje ravno pravšnjo gostoto mase približno 5 protonov na kubični meter, kar je omogočilo razširitev v zadnjih 13,8 milijarde let, kar je dalo čas za oblikovanje Vesolja kot se ga vidi sedaj.
Dinamične sile, ki delujejo na delce v Vesolju, vplivajo na stopnjo širitve. Pred letom 1998 se je pričakovalo, da se bo stopnja povečevanja Hubblove konstante z minevanjem časa zmanjšala zaradi vpliva gravitacijskih interakcij v Vesolju. V Vesolju je še dodatna količina, ki se jo lahko opazuje, ki se imenuje parameter zaviranja (deceleration parameter), za katerega kozmologi pričakujejo, da je neposredno povezan z gostoto snovi v Vesolju. Leta 1998, sta dve različni skupini izmerili parameter zaviranja, da je skladen z −1, vendar ne z ničlo, kar pomeni, da se današnja stopnja povečevanja Hubblove konstante povečuje s časom.

### Prostor-čas
Prostori-časi so arene kjer se dogajajo vsi fizikalni dogodki. Osnovni elementi prostorov-časov so dogodki. V danem prostoru-času je dogodek definiran kot edinstvena lega v nekem času. Prostor-čas je unija vseh dogodkov (enako kot je premica unija vseh svojih točk).
Zdi se, da je Vesolje enakomeren prostorsko-časovni kontinuum, ki je sestavljen iz treh prostorskih in ene časovne razsežnosti (dogodek v prostoru-času fizikalnega vesolja se zato lahko določi z nizom štirih koordinat:
(x, y, z, t) ). V povprečju je prostor skoraj raven (z ukrivljenostjo blizu nič), kar pomeni, da evklidska geometrija empirično velja z visoko točnostjo v večini Vesolja. Za prostor-čas se tudi zdi, da ima preprosto povezano topologijo, analogno s kroglo, vsaj na dolžinski lestvici opazljivega vesolja. Vendar pa današnja opazovanja ne izključujejo možnosti, da ima Vesolje več razsežnosti (kot domnevajo nekatere teorije, kakor je teorija strun), in da ima lahko njegov prostor-čas več povezanih globalnih topologij, analogno valjastim ali toroidnim topologijam dvorazsežnih prostorov.
Prostor-čas Vesolja se običajno razlaga z evklidskega stališča, s prostorom s tremi razsežnostmi in časom sestavljenim iz ene razsežnosti, četrte razsežnosti. S kombiniranjem prostora in časa v eno mnogoterost, ki se imenuje prostor Minkowskega, so fiziki poenostavili veliko število fizikalnih teorij, kot so tudi enotneje opisali delovanje Vesolja na nadgalaktičnem in podatomskem nivoju.
Prostor-čas dogodki niso absolutno določeni prostorsko in časovno, temveč so določeni relativno glede na gibanje opazovalca. Prostor Minkowskega se približuje Vesolju brez gravitacije; psevdoriemannovska mnogoterost splošne teorije relativnosti opisuje prostor-čas s snovjo in gravitacijo.

### Oblika
Splošna teorija relativnosti opisuje kako prostor-čas ukrivljata in upogibata masa in energija (gravitacija). Topologija ali geometrija Vesolja vključujeta krajevno geometrijo v opazljivem vesolju in globalno geometrijo. Kozmologi pogosto delajo s prostoru podobno rezino prostora-časa, ki se imenujejo sogibajoče koordinate. Rezina prostora-časa, ki se jo lahko opazuje, je narobe obrnjen stožec svetlobe, ki razmejuje kozmološko obzorje.
Kozmološko obzorje (imenovano tudi obzorje delcev ali obzorje svetlobe), je največja razdalja iz katere so lahko delci pripotovali do opazovalca v času obstoja Vesolja. To obzorje predstavlja mejo med opazljivimi in neopazljivimi predeli Vesolja. Obstoj, značilnosti in pomembnost kozmološkega obzorja je odvisen od posameznega kozmološkega modela.
Pomemben parameter, ki opredeljuje prihodnji razvoj teorije Vesolja, je parameter gostote, Omega (Ω). Ta je določen kot povprečna gostota snovi Vesolja deljena s kritično gostoto. Parameter določi eno izmed treh geometrij glede na to ali je Ω enak, manjši ali večji kot 1 – te so poimenovana kot ravna, odprta in zaprta vesolja
Opazovanja, vključno s sondama Cosmic Background Explorer (COBE), Wilkinson Microwave Anisotropy Probe (WMAP) in Planckovimi zemljevidi CMB, kažejo na to, da je Vesolje neskončno v obsegu s končno starostjo, kar so opisali s Friedmann–Lemaître–Robertson–Walker (FLRW) modeli. Ti modeli FLRW tako podpirajo inflacijske in standardne modele kozmologije, ki opisujejo ravno, homogeno Vesolje v katerem prevladuje temna snov in temna energija.

### Podpora življenju
Vesolje naj bi bilo natančno naravnano; domneva Natančna naravnanost Vesolja je teza, da se pogoji, ki omogočajo obstoj opaznega življenja v Vesolju, lahko pojavijo le, ko določene univerzalne temeljne fizikalne konstante ležijo znotraj ozkega obsega vrednosti. Če bi bila katerakoli od temeljnih konstant le rahlo drugačna, Vesolje verjetno ne bi omogočalo vzpostavitve in razvoja snovi, astronomskih struktur, elementarne raznolikosti ali življenja. O tezi se razpravlja med filozofi, znanstveniki, teologi in zagovorniki kreacionizma.

## Usoda Vesolja
Odvisno od povprečne gostote snovi in energije v Vesolju, se bo Vesolje ali večno razširjalo ali pa bo prevladovala težnost in se bo morebiti sesedlo samo vase v »velikem zdrku« ali »velikem kolapsu«. Trenutno kaže, da je za to premalo mase in energije in celo, da širjenje Vesolja narašča in se bo širilo vekomaj. Glej tudi končna usoda Vesolja, toplotna smrt Vesolja.

## Mnogovesolje
Obstajajo razmišljanja, da obstaja več vesolij v večnivojskem mnogovesolju (multivesolju). Masa, ki v takšnem vesolju pade v črno luknjo, je lahko prapok, ki naredi drugo vesolje. Vsekakor takšnih zamisli trenutno ne morejo preveriti in so le spretna umovanja.

### Drugi pojmi
Skozi zgodovino so uporabili različne besede za označitev »celotnega prostora«, vključno s sopomenkami v različnih jezikih »nebesa«, »kozmos« in »svet«.
Večinoma se sicer besede kot je svet in soznačnice v različnih jezikih sedaj nanašajo na planet Zemljo, včasih pa se nanašajo tudi na vse, kar obstaja.
Pri pojmu mnogovesolja, ki vsebuje veliko »vesolij« (pisano z malo), je Vesolje, pisano z veliko, eno izmed njih.